# Franck Favier
 (avril 2018).
Franck Favier est un historien français, spécialiste de la Suède et des relations franco-suédoises aux XVIIIe et XIXe siècles. Il est professeur en classes préparatoires au lycée Janson de Sailly, à Paris.

## Biographie
En 1990, Franck Favier est boursier de la Fondation Napoléon. Sa thèse d'histoire, sous la direction de Jean Tulard, à l'École pratique des hautes études porte sur La Suède entre les grandes puissances (1800-1815) : analyse diplomatique. Agrégé, il enseigne l'histoire en classe préparatoire à Janson de Sailly, à Paris. Il collabore également à la revue Conflit.
Son premier livre, une biographie du maréchal Bernadotte, Français devenu roi du Suède, est salué notamment pour ses sources inédites par les spécialistes comme Annie Crépin dans les Annales historiques de la Révolution française.
En 2015, il participe à l'émission Secrets d'Histoire consacrée à  Désirée Clary, intitulée Désirée Clary, Marseillaise... et reine de Suède diffusée le 25 août 2015 sur France 2.
Il est membre du conseil d'administration de l'Institut Napoléon.

## Publications
- 2010 : Bernadotte, un maréchal d'Empire sur le trône de Suède, préface de Jean Tulard, éditions Ellipses.  (ISBN 978-2-7298-6122-3)
- 2014 : Les relations entre la France et la Suède de 1718 à 1848 avec Marianne Molander Beyer, éditions Michel de Maule.  (ISBN 978-2-87623-564-9)
- 2015 : Berthier, l'ombre de Napoléon, aux éditions Perrin  (ISBN 978-2-262-04194-6)
- 2018 : Napoléon stratège (en collaboration), Liénart éditions.  (ISBN 978-2-35906-232-8)
- 2018 : Marmont, le maréchal du malheur, éditions Perrin.
- 2023 : avec Vincent Haegele : Traîtres - Nouvelle histoire de l'infamie, Passés Composés,  (ISBN 978-2-37933-563-1)
- 2023 : Michel Ney, Perrin, 330 p. (ISBN 978-2-262-07994-9)

## Prix
- Prix Malouet de l'Académie des sciences morales et politiques (2003)[6].
- Prix Premier-Empire de la Fondation Napoléon (2015)[7]
- Prix Georges-Mauguin de l'Académie des sciences morales et politiques (2023)[8]

## Décoration
- Officier des palmes académiques (2023)[9].
- Chevalier de l'Ordre royal de l'Étoile polaire (2023 - Suède)[10].